# Rosario Fútbol Club
El Rosario Fútbol Club (anteriormente llamado Club Sport Rosario) es una institución de fútbol de la ciudad peruana de Huaraz, en el departamento de Áncash. Se fundó en 1965 y participa en Copa Perú desde 2019.
El club actuó en la Copa Perú desde su fundación con temporadas irregulares en la liga distrital de Independencia y en la provincial de Huaraz y durante los años 2000, logró alcanzar varias instancias finales de la etapa departamental de Áncash en la Copa Perú, destacando en dos temporadas: alcanzó octavos de final en la edición 2014 y se alzó campeón en la temporada 2016. En el 2017 logró clasificar a la Copa Sudamericana 2018 tras un debut auspicioso en Primera.
Es uno de los cuatro clubes emblemáticos de Huaraz, junto al Deportivo Belén, el Sport Áncash y el UNASAM, siendo este su primer clásico rival; mientras que con el Sport Áncash disputan encuentros que han llegado a tener mayor importancia durante los últimos 15 años.

## Historia
El club fue fundado el 4 de octubre de 1965 por los vecinos del barrio Nicrupampa del distrito de Independencia en la ciudad de Huaraz. El nombre hace referencia a la Virgen del Rosario, patrona espiritual de dicho barrio. En el año 1996 adoptó los colores del histórico Rosario Central de Argentina.
En la Copa Perú 2002 llegó a la final de la Etapa Departamental de Áncash donde enfrentó a José Gálvez de Chimbote. En el partido de ida jugado en Recuay igualaron 0-0 mientras que en la vuelta el cuadro chimbotano ganó por 2-0 y se quedó con el cupo a la Etapa Regional.
En la Copa Perú 2007 llegó a la etapa regional como subcampeón departamental siendo eliminado en esa fase. Clasificó nuevamente a la regional de la Copa Perú 2014 el 31 de agosto de 2014, luego de ganar en la semifinal departamental al Deportivo Bolívar de Recuay con el marcador global de 5 a 1; y el 26 de octubre, clasificó por primera vez a la etapa nacional (octavos de final) luego de vencer al líder momentáneo, el Racing Club de Huamachuco por 1 a 0, completando 3 partidos ganados, 1 perdido y 2 empatados. Fue eliminado en los octavos de la etapa nacional por Defensor La Bocana tras un empate 1-1 de local y perder 2-0 en la vuelta.
En marzo de 2015 Sport Rosario fue invitado a ser parte de la Segunda División 2015, tras la negativa de participar de Unión Fuerza Minera (subcampeón de la Copa Perú 2014), mediante una carta firmada por el secretario de la Federación Peruana de Fútbol. A finales de abril el directorio de la Federación emitió un comunicado rechazando la participación del equipo huaracino en la Segunda. El club presentó una demanda ante el Tribunal de Arbitraje Deportivo y no participó de torneos oficiales en ese año.

### 2016 Campaña para el ascenso a primera
El club regresó a la actividad futbolística en 2016, comenzando la temporada en la Etapa Distrital de Huaraz. El torneo se dividió en dos series y ganaron la suya con doce puntos. Detrás de él quedó Minero Áncash. Luego jugó el cuadrangular final que lo superó sin mayores problemas. Ahí compitió con Caballeros de la Ley, Juventud Huaraz y Minero Áncash, ganó sus tres partidos y sumó puntaje perfecto. Ya en la Etapa Departamental Sport Rosario eliminó a Defensor Huascarán, Juventud América, River Santa y Bello Horizonte. En abril año falleció su presidente Gelacio Mautino Ángeles en un accidente de tránsito. En junio definió el título ante Delusa de Casma ganando 3-1 en Huaraz y empatando 1-1 en Casma, pasando a la etapa nacional, en cuya primera fase enfrentó a DIM de Miraflores, Lima, Sport Chavelines de Pacasmayo y Delusa de Casma, sumando cuatro triunfos: ganó todos sus duelos de local y además venció a los de Miraflores de visita. Y tras ello, quedaron en la quinta casilla de la tabla general y evitaron los repechajes.
Ya en octavos de final, se enfrentó con Sport Venus: ganó 2-1 de visita y 6-2 de local. Luego chocó ante Kola San Martín ganando 1-0 en Pucallpa y 4-3 en Huaraz. Por último, en el cuadrangular de la finalísima, empató 1-1 ante Hualgayoc, ganó 3-2 a Binacional y ganó 2-1 a Racing Club con tantos del chimbotano Kristihan Gutiérrez y el piscobambino Neil Roca, con cuyos tantos lograron el campeonato y el ascenso a primera división luego de 32 encuentros oficiales desde marzo.

### 2017 Debut en primera y clasificación a la Sudamericana
El Rosario debutó con buen pie en el grupo A del Torneo de Verano 2017 (uno de los tres torneos cortos del campeonato). Su primer partido se produjo el 4 de febrero en el Rosas Pampa con el marcador a favor de 1 a 0 contra Ayacucho FC. Continuó invicto por 3 fechas más, lo que lo posicionó en el primer lugar del grupo y a pelear la punta con el FBC Melgar durante las últimas 5 fechas. Finalmente, en la penúltima fecha del torneo, el club arequipeño logró hacerse del liderato con solo 3 puntos sobre el Rosario que en el acumulado logró el 4° lugar.
En el Torneo Apertura, el equipo tuvo un bajón futbolístico considerable tras la marcha del entrenador Gerardo Ameli en la fecha 7, culminando en la octava posición del torneo, y 7º en el acumulado, repitió esta posición durante el clausura lo que le valió llegar a la Copa Sudamericana 2018 en el año de su debut en primera.

### 2018 Primera a Segunda División
El 2018 se inició con pie derecho en el torneo local terminando en segundo lugar en el torneo de Verano mientras que su participación por Copa Sudamericana 2018 fue aceptable empatando de local 0:0 ante Cerro y no fue hasta el duelo de vuelta donde perdió por 0:2 quedando eliminado, volviendo al torneo local el equipo tuvo problemas económicos llegando a no pagarle a los jugadores debido a eso se le restaron puntos mientras que por el torneo no mantuvo la misma regularidad que al inicio. Justamente previo a la fecha 12 del Torneo Clausura, se supo de una resta de 3 puntos por incumplimiento, que de confirmarse conllevaba a quedar al filo de la baja. Al darse esta fecha, jugó de local ante Deportivo Binacional el 04/11/2018, con quien perdió 2-0, significando la permanencia del conjunto de la región Puno y el virtual descenso del conjunto ancashino, resta administrativa que se confirmó al día siguiente y por la que aparentemente se apeló, pero que nunca fue revocada. Asumiéndose que esa resta no estaba confirmada, el equipo siguió jugando, aunque obteniendo solo derrotas, y a 2 fechas de acabar el Torneo Descentralizado no pudo superar a Sport Boys demarcándose una diferencia de 8 puntos en la Tabla Acumulada (que en realidad fueron 11 por la última sanción), y finalizando su participación en Primera tras caer en casa 0 a 8 ante Sporting Cristal.

## Plantilla Sport Rosario 2018
| Nº | Posición        | Nombre               | Nacionalidad |
| -- | --------------- | -------------------- | ------------ |
| 1  | Portero         | Luis Llontop         | Perú         |
| 12 | Portero         | Juniors Barbieri     | Perú         |
| 13 | Portero         | Juan Mendoza         | Perú         |
| 2  | Defensa         | Ronaldo Andía        | Perú         |
| 3  | Defensa         | Gerald Távara        | Perú         |
| 4  | Defensa         | Carlos Uribe         | Perú         |
| 5  | Defensa         | Christian Adrianzén  | Perú         |
| 6  | Volante         | Paulo Goyoneche      | Perú         |
| 7  | Volante         | Christofer Gonzales  | Perú         |
| 8  | Volante         | Sebastián Ternero    | Perú         |
| 9  | Delantero       | Raúl Tito            | Perú         |
| 10 | Delantero       | Carlos Olascuaga     | Perú         |
| 11 | Delantero       | Tulio Etchemaite     | Argentina    |
| 14 | Volante         | Anghello Vera        | Perú         |
| 15 | Volante         | Antonio González     | Perú         |
| 16 | Volante         | Luis Vásquez         | Perú         |
| 17 | Defensa         | Bryan Alvarado       | Perú         |
| 18 | Volante         | Jorge Soto           | Perú         |
| 19 | Delantero       | Mario Pérez          | Perú         |
| 20 | Defensa         | Marco Flores         | Perú         |
| 21 | Volante         | Luis Díaz            | Perú         |
| 22 | Delantero       | Erick Torres         | Perú         |
| 23 | Defensa         | José Ramírez         | Perú         |
| 24 | Volante         | Gabriel Gómez        | Perú         |
| 25 | Delantero       | Mario Flores         | Perú         |
| 26 | Defensa         | Carlos Gómez         | Perú         |
| 27 | Portero         | Diego Ruiz           | Perú         |
| 28 | Volante         | Ricardo López        | Perú         |
| 29 | Delantero       | Edwin Sánchez        | Perú         |
| 30 | Defensa         | Miguel Huamán        | Perú         |
| 31 | Volante         | Ricardo Fernández    | Perú         |
| 32 | Volante         | Juan Diego Gutiérrez | Perú         |
| 33 | Lateral derecho | Jhon Rebatta Lam     | Perú         |

### 2019 Liga 2 a Copa Perú
Tras su descenso el 2019 participaría en la Liga 2, sin embargo las deudas pendientes que tenían desde abril del año pasado se lo impediría, tras iniciar su pretemporada se confirma su no participación en la Liga 2 junto a otros equipos.

### 2020 - Actualidad: Rosario Fútbol Club (filial)
Para el 2020, los rosarinos decidieron participar en la Copa Perú con el equipo filial Rosario FC, iniciando su participación en la Liga Distrital de Huaraz. Finalmente el torneo no se llevaría a cabo por la pandemia. Tras el retorno a la actividad en 2022, el club se mantuvo participando en esta liga hasta que en 2024 se retiró del torneo antes de su inicio.

## Junta directiva
La junta directiva está conformada por los siguientes miembros:
- Presidente:  Rory Eliseo Mautino Ángeles
- Vicepresidente:  Feliciano Mautino Ángeles
- Tesorero: David Brando Mautino Rubio
- Secretario: Joel Ángel Minaya Serna
- Directivos y delegados deportivos:
  - Ronald Arnaldo Minaya Salinas
  - Nicolás Timoteo Caballero

## Estadio

El estadio Rosas Pampa se estrenó en Primera división en 2017 desde su remodelación en 2010.

El club se mudó varias veces de cancha desde su fundación ya que el barrio de Nicrupampa no tiene un campo de fútbol. Durante sus primeros años en la distrital y provincial de Huaraz, el Rosario jugó en el campo deportivo del Colegio La Libertad a 1 km de Nicrupampa. Posteriormente también jugó en el campo del Colegio Mariscal Luzuriaga y cuando alcanzó la primera distrital de Huaraz jugó en el Rosas Pampa como local por ser el único estadio de la ciudad que contaba con césped, graderías y taquillas. Esta cancha sería la más utilizada desde 1995 debido a las buenas participaciones que el club mostraba a nivel provincial, departamental y nacional.
El Estadio Rosas Pampa fue inaugurado en 1945 con apenas dos tribunas (oriente y occidente). Sin embargo, con el apoyo del Gobierno Regional de Ancash, fue reconstruido y reinaugurado en 2010, pasando a tener todas las tribunas con doble nivel y techadas, torres de iluminación, tablero electrónico, cabinas de transmisión y un sistema especial de drenaje de césped. El estadio cuenta con capacidad para 20.000 espectadores y desde su reconstrucción, se usará por primera vez en Primera División en el 2017 cuando sirva de escenario para el Rosario.
Complejo deportivo
El Rosario entrena en el Centro de alto rendimiento de Huaraz, conocido popularmente como Videnita, este complejo es propiedad de la Federación Peruana de Fútbol. Se ubica a unos 10 minutos del centro de la ciudad.

## Datos del club
- Puesto histórico:
- Fundación: 4 de octubre de 1965
- Temporadas en Primera División: 2 (2017-2018)
  - Debut en Primera División: 4 de febrero de 2017 vs. Ayacucho (1-0)
- Temporadas en Segunda División:
  - Debut en Segunda División:-
- Temporadas en Copa Perú: 51
- Mayor goleada conseguida:
  - En campeonatos nacionales de local: Sport Rosario 5:1 Ayacucho (26 de mayo de 2018)
  - En campeonatos nacionales de visita: Alianza Atlético 1:4 Sport Rosario (29 de noviembre de 2017)
  - En torneos internacionales: -
- Mayor goleada recibida:
  - En campeonatos nacionales de local: Sport Rosario 0:8 Sporting Cristal (23 de noviembre de 2018)
  - En campeonatos nacionales de visita: Deportivo Municipal 4:0 Sport Rosario (26 de mayo de 2018), Universidad San Martín 4:0 Sport Rosario (28 de febrero de 2018)
  - En torneos internacionales: Cerro 2:0 Sport Rosario (7 de marzo de 2018)
- Mejor puesto en 1era División: 7º (2017)
- Peor puesto en 1era División: 15° (2018)
- Mayor cantidad de encuentros invicto: 3 partidos Torneo de Verano 2017
- Mayor cantidad de encuentros invicto en torneos cortos: 3 partidos - Torneo de Verano 2017
- Máximo goleador: Tulio Etchemaite

### Participaciones internacionales
| Torneo                | Ediciones |
| --------------------- | --------- |
| Copa Sudamericana (1) | 2018.     |

### Por competición
| Torneo            | Temp. | PJ | PG | PE | PP | GF | GC | Dif. | Pts. | Mejor desempeño |
| ----------------- | ----- | -- | -- | -- | -- | -- | -- | ---- | ---- | --------------- |
| Copa Sudamericana | 1     | 2  | 0  | 1  | 1  | 0  | 2  | -2   | 1    | Primera fase    |
| Total             | 1     | 2  | 0  | 1  | 1  | 0  | 2  | -2   | 1    | —               |

## Uniforme
El uniforme tradicional que el Rosario utilizó, hasta 1996, fue la camiseta a rayas horizontales o verticales alternando el rojo y el blanco, con el pantalón blanco o rojo y lo mismo con las medias. En 1997, el club utilizó por primera vez los colores azul y amarillo, similar al Rosario Central de Argentina.
| Patrocinio  | Patrocinio   | Patrocinio             | Patrocinio              |
| Período     | Equipamiento | Patrocinador principal | Patrocinador secundario |
| ----------- | ------------ | ---------------------- | ----------------------- |
| 2013 - 2017 | Palant       | Argenper               | Palant                  |
| 2018        | Palant       | Forli Electrolight     | Argenper                |

- Uniforme titular: Camiseta auriazul, pantalón azul oscuro, medias azules.
- Uniforme alternativo: Camiseta blanca/roja, pantalón blanco/rojo, medias blancas/rojas.

| Titular | Alternativo |

### Evolución del uniforme
Uniformes: La camiseta de local es a rayas verticales amarillas y azules, pantalón azul y medias azules. Mientras que el uniforme de visitantes es blanco con dos rayas horizontales (amarilla y azul).

#### Titular
| Titular 1996 - 2010 | 2016-2017 | 2017 | 2018 |  |

#### Alternativo
| Alternativa 1996-2010 | Alternativa 2016-2017 | Alternativa 2017 | Alternativa 2018 |

## Jugadores

### Goleadores
Actualizado en noviembre del 2018.
| # | Jugador          | Período | Goles | Partidos | Promedio |
| - | ---------------- | ------- | ----- | -------- | -------- |
| 1 | Tulio Etchemaite | 2018    | 12    | 18       | 0.70     |
| 2 | Janio Posito     | 2017    | 11    | 32       | 0,34     |
| 3 | Angel Murialdo   | 2018    | 10    | 35       | 0,25     |
| 4 | Jesús Rabanal    | 2017    | 6     | 28       | 0,21     |
| 5 | Pablo Lavandeira | 2017    | 5     | 25       | 0,2      |

## Entrenadores
Lista de entrenadores desde su debut en Primera División.
Club Sport Rosario
- Pedro Ruiz (2002)
- Luis Alva (2003-2004)
- Raúl Gorriti (2004)
- Percy Orozco Serpa (2004)
- Walter Bernuy (2011)
- Giancarlo Riega (2014)
- Jorge Ágapo Gonzales (2014-2015)
- Lizandro Barbarán (2015-2016)
- Gerardo Ameli (2017)
- Rainer Torres (2017)
- Gustavo Alberto Onaindia (2017)
- Pablo Abraham (enero-marzo de 2018)
- Fernando Nogara (marzo-octubre de 2018)
- Rainer Torres (octubre de 2018-2019)
- Fernando Nogara (febrero de 2019)

Rosario Fútbol Club
- Rainer Torres (2020-2021)
- Lizandro Barbarán (2022)
- Garín Antonio Bravo Antaurco (2023-)

## Formativo
La división de menores del club Sport rosario se encuentra en trabajo para participar de la copa Creciendo con el Fútbol, Copa Federación y Copa Centenario.

## Palmarés

### Torneos nacionales
| Nacional        | Títulos | Subcampeonatos |
| --------------- | ------- | -------------- |
| Copa Perú (1/0) | 2016.   |                |

### Torneos regionales
| Regional                           | Títulos                       | Subcampeonatos    |
| ---------------------------------- | ----------------------------- | ----------------- |
| Liga Departamental de Áncash (2/2) | 2014, 2016.                   | 2002, 2007.       |
| Liga Provincial de Huaraz (5/3)    | 2002, 2007, 2012, 2014, 2016. | 2004, 2013, 2022. |
| Liga Distrital de Huaraz (5/2)     | 2002, 2012, 2014, 2016, 2022. | 2004, 2013.       |